# Фаусек, Виктор Андреевич
Виктор Андреевич Фа́усек (13 [26] января 1861, Саратов — 1 [14] июля 1910, Киев) — русский профессор зоологии, энтомолог, пропагандист женского образования, профессор Женского медицинского института и директор Высших женских (бестужевских) курсов. Брат журналиста В. А. Фаусека.

## Биография
Родился в Саратове 13 (25) января 1861 года в дворянской семье. Его дед — Франц Фаусек — переехал на службу в Россию из Богемии в 1820-х годах; его мать — Екатерина Ивановна Эйферт (Ейферт), из немецкого семейства, внучка французского эмигранта.
Был крещён по римско-католическому обряду с именем Виктор-Эммануил; в 10-летнем возрасте вместе со своими родителями, братьями и сестрой «присоединён к православной церкви».
Детство и раннее юношество, до 12 лет, прошло в имении княгини Мещерской, в деревне Александровка Старобельского уезда Харьковской губернии (ныне посёлок городского типа Лозно-Александровка Белокуракинского района Луганской области Украины), где его отец, Андрей (Франц) Францевич (ок. 1825 — 12.3.1897), был управляющим.
Сначала учился в Москве (в 6-й и 4-й гимназиях). В 1879 году окончил 3-ю Харьковскую гимназию и поступил на естественное отделение физико-математического факультета Харьковского университета. В 1884 году перешёл на 4-й курс в Петербургский университет и окончил его в 1886 году. Затем работал в Зоологическом кабинете у профессора Н. П. Вагнера.
В 1891 году защитил диссертацию на степень магистра зоологии «Этюды по анатомии и истории развития пауков-сенокосцев». Летом 1886 года ездил в Ставропольскую губернию, получив субсидию от Русского Географического общества для зоологических экскурсий.

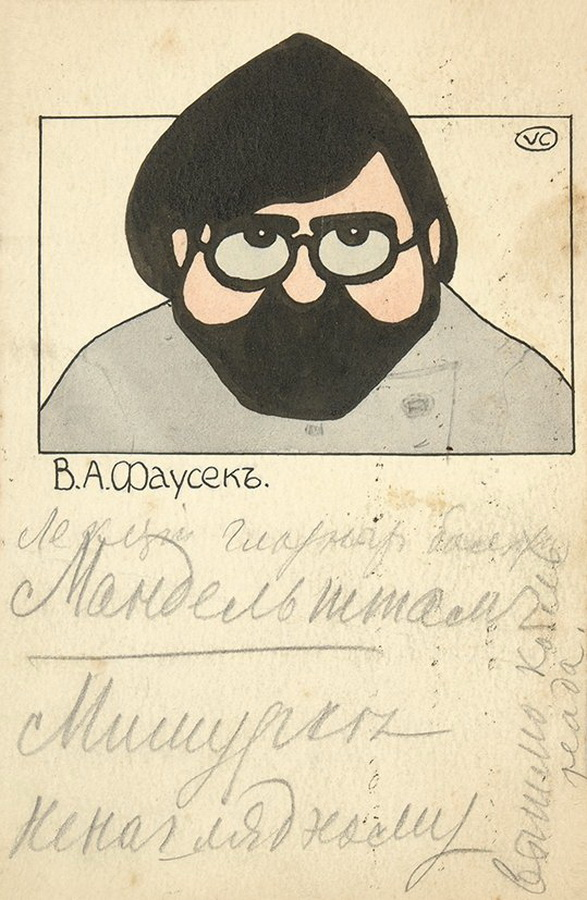
Карикатура на В. А. Фаусека В. Каррика.

Летом 1888 и 1889 годов, на средства Петербургского общества естествоиспытателей и Географического общества, совершил две поездки на север: во время первой занимался на Соловецкой биологической станции, во время второй был на Мурмане и в районе Кандалакшской губы. В 1889 году исследовал озеро Могильное на острове Кильдин и обнаружил в юго-восточной части этого водоёма морскую фауну и флору. По просьбе Фаусека колонистом Эриксеном за полчаса на крючок было поймано 16 экземпляров трески из озера. B. A. Фаусек отнёс озеро Могильное к числу реликтовых озёр, образовавшихся в результате отрицательного движения береговой линии. Влияния морских приливов и отливов на уровень воды в озере он не заметил, но допускал возможность просачивания морской воды через перемычку, что и подтвердилось позднее.
В 1895 и 1896 годах был командирован за границу; работал на Неаполитанской зоологической станции. В 1898 году получил степень доктора зоологии в Московском университете за диссертацию «Исследования над историей развития головоногих (Cephalopoda)». В 1892—1894 годах читал лекции, в качестве приват-доцента, в Санкт-Петербургском университете, с 1897 года состоял профессором Высших женских курсов и Женского медицинского института. С сентября 1905 года, после введения автономии, был избран директором Высших женских курсов.
Был членом Санкт-Петербургского общества естествоиспытателей и Русского географического общества, по поручению которого в 1903 и 1904 годах совершил две поездки в Закаспийскую область с целью биологических исследований. Сотрудничал с журналом «Русское богатство».

## Избранная библиография
- Демор Ж., Массар Ж., Вандервельде Э. Регрессивная эволюция в биологии и социологии / Пер. с фр. / Под ред. Д. Коропчевского и В. Фаусека. — СПб.: О. Н. Попова, 1898. — 271 с.
- Дюваль М., Константен П. Элементарный учебник анатомии и физиологии человека / Пер. с фр. [и предисл.] В. Фаусека.. — СПб.: И. А. Ефрон, 1893. — 436 с. — (Перед загл.: Mathias Duval et Paul Constantin). || . — СПб.: Брокгауз-Ефрон, 1901. — 434 с. || Дюваль М., Константен П. Учебник анатомии и физиологии человека / Пер. с фр. В. А. Фаусека ; [Предисл.: В. Фаусек, Ф. Тур].. — 2-е изд., испр. и перераб. — СПб.: Брокгауз-Ефрон, 1904. — 395 с. || Дюваль М., Константен П. Учебник анатомии и физиологии человека = Anatomie et physiologie animales / Пер. с фр. [и предисл.] В. А. Фаусека.. — 3-е изд., испр. и доп. [с предисл.] Ф. Е. Тур.. — СПб.: Брокгауз-Ефрон, 1908. — 435 с. — (Учебники и учебные пособия под общим руководством проф. В. А. Фаусека).
- Ремке И. Душа человека. — СПб.: Брокгауз-Ефрон, 1906. — 136 с. — (Библиотека самообразования / Под ред. проф.: П. И. Броунова, В. А. Фаусека и И. И. Иванюкова. – 45/48 (Вып. 4)).
- Сущность жизни : Сб. ст / Под ред. В. А. Фаусека. — СПб.: Брокгауз-Ефрон, 1903. — 250 с. — (Библиотека самообразования. – 45/48 (Вып. 10): 3-е беспл. прил. к журн. «Вестник и Б-ка самообразования» на 1903 г. Содерж.: Сущность жизни / И. Рейнке. Определение жизни и задача физиологии / К. Бернар. Идеализм и механизм / Г. Бунге. Биомеханизм и витализм / О. Бючли. Механизм и витализм / Г. Вольф).
- Туторский В. П. Аграрный вопрос. — СПб.: Брокгауз-Ефрон, 1906. — (Библиотека самообразования / Под ред. проф.: П. И. Броунова и В. А. Фаусека. Книжки политического и общественного содержания под ред. И. И. Иванюкова ; Вып. 8).
- Фаусек В. А. Биологические исследования в Закаспийской области. — СПб.: тип. М. М. Стасюлевича, 1906. — 197 с. — (Отт. из т. 27 [№ 2] «Зап. по общ. географии Рус. геогр. о-ва»).
- Фаусек В. А. Биологические этюды. — Посмерт. изд. — СПб.: тип. АО «Брокгауз-Ефрон», 1913. — 493 с.
- Фаусек В. А. Дальнейшие данные к вопросу о движениях угрозы: Движения угрозы у тарантула и сколопендры. Движения угрозы у водных животных. — Юрьев: тип. К. Маттисена, 1907. — С. 53–87. — (Отт. из «Тр. / СПб. о-во естествоиспытателей». – 1907. – Т. 37, Вып. 2).
- Фаусек В. А. Исследования над историей развития головоногих (Cephalopoda). — СПб.: паровая скоропечатня Г. П. Пожарова, 1897. — 211 с. — (Отт. из «Тр. / С.-Петерб. о-во естествоиспытателей. – Т. 28, Вып. 2. – Отд-ние зоологии и физиологии).
- Фаусек В. А. К природе степей Северного Кавказа. — [СПб.]: тип. А. С. Суворина, [1887]. — 16 с. — (Перепеч. по распоряжению Рус. геогр. О-ва, из т. 23 «Известий» О-ва. – 1887).
- Фаусек В. А. К эмбриологии фалангид: (Из Лаб. Зоотомич. каб. Спб. ун-та). — СПб.: тип. В. Демакова, [1899]. — 8 с. — (Отт. из «Тр. / С.Пб. о-во естествоиспытателей. Отд-ние зоологии и физиологии. – 1889. – Т. 20, Вып. 1).
- Фаусек В. А. К. Линней, его жизнь и научная деятельность : Биогр. очерк. — СПб.: тип. т-ва «Обществ. польза», 1891. — 79 с. — (Жизнь замечательных людей. Биографическая библиотека Ф. Павленкова).
- Фаусек В. А. Материалы к вопросу об отрицательном движении берега в Белом море и на Мурманском берегу. — СПб.: тип. Имп. Акад. наук, 1891. — 91 с. — (Записки Русского географического общества по общей географии. – Т. 25, № 1 / Под ред. И. В. Мушкетова).
- Фаусек В. А. Некоторые научно-прикладные учреждения итальянского Министерства земледелия. — СПб.: тип. С.-Петерб. градоначальства, 1897. — 34 с.
- Фаусек В. А. Отложения гуанина у пауков (Araneina) : (Доложено в заседании Физ.-мат. отд-ния 7 мая 1908 г.). — СПб.: тип. Имп. Акад. наук, 1909. — 60 с. — (Записки Академии наук по Физико-математическому отделению. – Т. 24, № 3).
- Фаусек В. А. Паразитизм личинок Anodonta : (Доложено в заседании Физ.-мат. отд-ния 28 февр. 1901 г.). — СПб.: тип. Имп. Акад. наук, 1903. — 145 с. — (Записки Академии наук по Физико-математическому отделению. – Т. 13, № 6).
- Фаусек В. А. Этюды по вопросам биологической эволюции. — СПб.: П. П. Сойкин, 1899. — 102 с. — (Б-ка «Научного обозрения»; Прил. к журн. «Научное обозрение». – 1899. – № 3–4).
- Фаусек В. А. Этюды по истории развития и анатомии пауков-сенокосцев (phalangiidae). — СПб.: тип. В. Демакова, 1891. — 111 с.
- Эйслер Р. Всеобщая история культуры. — СПб.: Брокгауз и Ефрон, 1906. — 204 с. — (Библиотека самообразования / Под ред. проф. П. И. Броунова и В. А. Фаусека ; Вып. 10). || . — 1911. — 204 с. — (Библиотека самообразования / Под ред. проф. П. И. Броунова и В. А. Фаусека).
- Ueber den sogenannten weissen Korper etc. bei Cephalopoden // Mem. de l’Acad. de St.-Petersb. — VII, 1893.
- Ueber den Parasitismus der Anodonta Larven in der Fischhaut // Biolog. Centralbl. — XV, 1895.
- Биологические наблюдения над пластинчатожаберными моллюсками (Lamellibranchiata) // ibid. — 1897[3].

## Семья

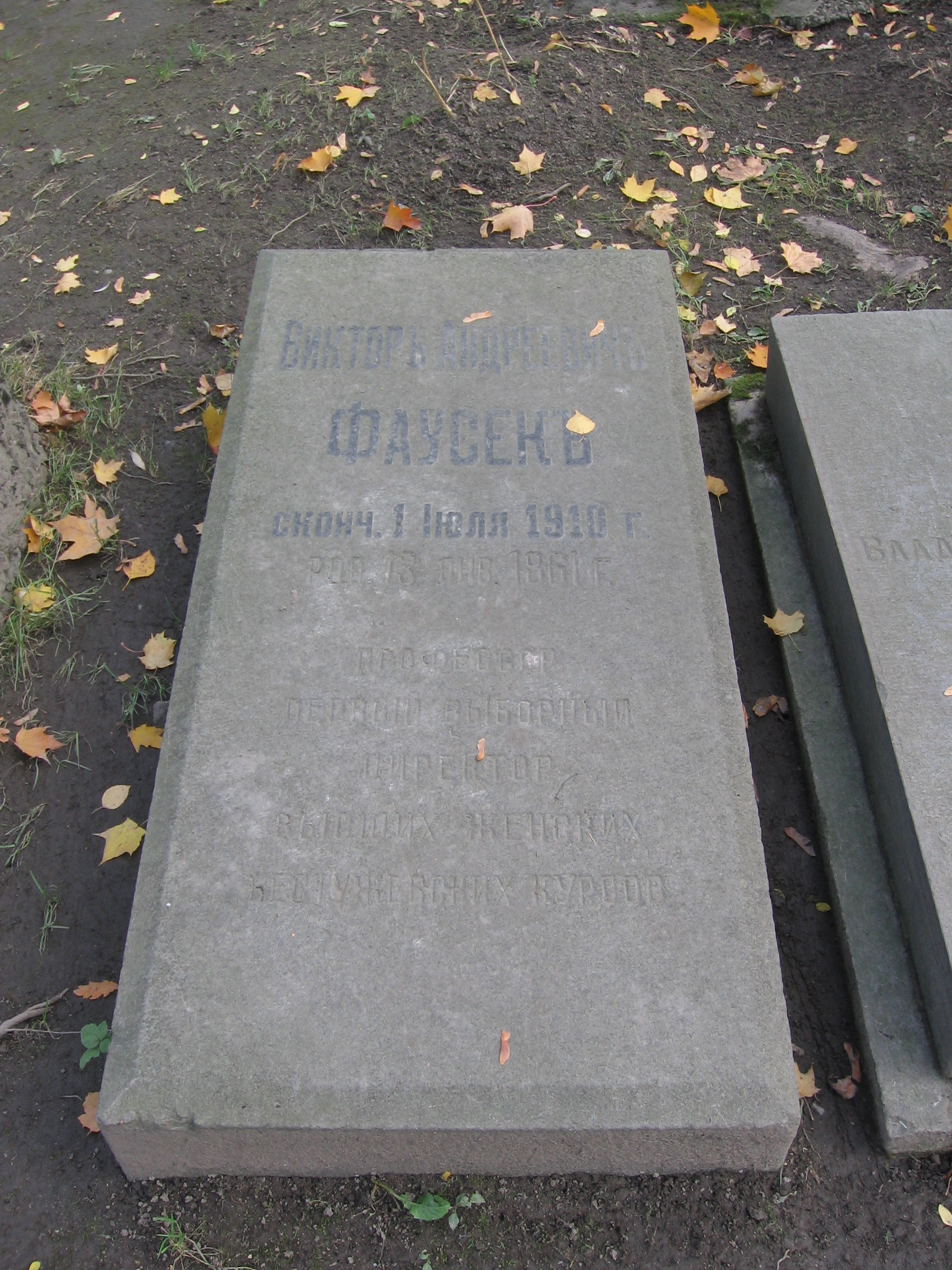
Надгробие В. А. Фаусека на Литераторских мостках

Супруга — Юлия Ивановна ур. Андрусова. Их дети:
- Всеволод Викторович Фаусек (1889, С.-Петербург — 15.01.1910, С.-Петербург);
- Владимир Викторович Фаусек (1892, С.-Петербург — 1.07.1915, С.-Петербург);
- Наталия Викторовна Фаусек (1893, С.-Петербург — после 1949), актриса
- Николай Викторович Фаусек (1894, Неаполь — 1938, Москва).